# Nemzeti Bajnokság IV
În sistemul actual, divizia a patra a campionatului maghiar de fotbal este reprezentată de prima divizie a campionatelor județene de fotbal (județul I.), iar în capitală, prima divizie a campionatului de la Budapesta (BLSZ I). (În funcție de reorganizarea sistemului ligilor, au fost și sezoane în care NB III a reprezentat divizia a patra, cel mai recent în 2004-2005). Campionatele sunt organizate de direcțiile județene ale MLSZ (asociația Budapesta din capitală).

## Format
Începând cu sezonul 2013–14, cele 20 de echipe din campionat sunt extrase în perechi pentru a juca un playoff de calificare. Câștigătorii duelurilor avansează în NB III, unde sunt clasificați în grupa regională corespunzătoare. În locul lor, un total de zece echipe vor fi eliminate din NB III. Perdanții din calificări rămân în divizia a patra. Sunt promovate echipele campioane clasa a II-a ale județului, numărul celor eliminate depinde de II-a din județul respectiv. din numărul de grupe din clasă, precum și din ce echipe campioane a județului câștigă meciurile de playoff de calificare și câte echipe din ce județ retrogradează din NB III.

## Ligile județene - clasa I
1	Bács-Kiskun (15 echipe)
2	Baranya (15 echipe)
3	Békés (10 echipe)
4	Borsod-Abaúj-Zemplén (16 echipe)
5	Budapesta (16 echipe)
6	Csongrád-Csanád (12 echipe)
7	Fejér (15 echipe)
8	Győr-Moson-Sopron (15 echipe)
9	Hajdú-Bihar (16 echipe)
10	Heves (13 echipe)
11	Jász-Nagykun-Szolnok (16 echipe)
12	Komárom-Esztergom (12 echipe)
13	Nógrád (15 echipe)
14	Pesta (16 echipe)
15	Somogy (15 echipe)
16	Szabolcs-Szatmár-Bereg (16 echipe)
17	Tolna (9 echipe)
18	Vas (16 echipe)
19	Veszprém (16 echipe)
20	Zala (13 echipe)

## Istoric
- Liga a 4-a a avut 24 de serii în sezonul 1940-41.
- Liga a 4-a a avut 20 de serii în sezonul 1941-42.
- Liga a 4-a a avut 25 de serii în sezonul 1942-43.
- Liga a 4-a a avut 30 de serii în sezonul 1943-44.

## Lista campionilor
Mai jos seriile unde au evoluat echipe românești.
| # | An        | Cluj        | Cluj           | Oradea     | Tisa de Sus - Grupa Sătmar |
| - | --------- | ----------- | -------------- | ---------- | -------------------------- |
|   |           | Seria Matia | Seria Someș    |            |                            |
| - | 1940-1941 | Carnea Cluj | Electrica Cluj | AS Salonta | AS Baia Mare II            |

| # | An        | Cluj              | Oradea       | Tisa de Sus - Grupa Sătmar |
| - | --------- | ----------------- | ------------ | -------------------------- |
| - | 1941-1942 | AS Bastionul Cluj | CA Oradea II | AS Noroc Bun Baia Mare     |

| # | An        | Cluj      | Oradea        | Tisa de Sus           | Tisa de Sus     |
| - | --------- | --------- | ------------- | --------------------- | --------------- |
|   |           |           |               | Grupa Sătmar          | Grupa Baia Mare |
| - | 1942-1943 | CA U Cluj | CS CFM Oradea | AS Feroviar Satu Mare | AS Baia Mare II |

| # | An        | Ardeal(fosta Cluj)           | Sălaj                     | Baia Mare                |
| - | --------- | ---------------------------- | ------------------------- | ------------------------ |
| - | 1943-1944 | Colegiul de Agricultură Cluj | Bathori Șimleul Silvaniei | CA Trezoreria Baia Sprie |